# Kim Métraux
Kim Métraux (* 21. Mai 1995 in Lausanne) ist eine Schweizer Profigolferin, die auf der Ladies European Tour (LET) spielt. Im Juli 2021 qualifizierte sie sich in letzter Minute für die Olympischen Sommerspiele 2020 in Tokio, nachdem erst ihre Schwester Morgane Métraux, dann Ashleigh Buhai und Marianne Skarpnord ihre Plätze aufgegeben hatten. Die Linkshänderin belegte Platz 54 in Tokio. Sie ist Vollmitglied in der Swiss Professional Golfers Association PGA, genau wie ihre jüngere Schwester, die ebenfalls Profigolferin ist.

## Erfolge
Métraux verschrieb sich im Mai 2018 dem Profisport, nachdem sie ihr schulische Ausbildung beendet hatte. Sie nahm an der LET Access Series teil und spielte sechs Turniere, wurde Vierte bei der Lavaux Ladies Championship in der Schweiz und der Belfius Ladies Open in Belgien und belegte Platz 30 auf der Order of Merit 2018. Im Jahr 2019 trat sie der Symetra Tour bei, spielte bei 17 Turnieren und schaffte acht Cuts, wobei sie ihre Rookie-Saison auf Platz 98 der sogenannten Money List beendete.
Métraux beendete die LET Q-School auf dem geteilten 34. Platz und spielte 2019, in ihrem Rookie-Jahr, nur zwei Turniere. Im Jahr 2020 spielte sie elf Turniere und schaffte neun Cuts. Ihr bisher bestes Ergebnis ihrer Karriere war ein dritter Platz bei den VP Bank Swiss Ladies Open vor dem heimischen Publikum in der Schweiz. Anne Van Dam wählte sie für ihr Team bei der Saudi Ladies Team International aus, wo sie Siebte wurde. Métraux beendete die Saison 2020 auf dem 21. Platz der LET Order of Merit.
Sie qualifizierte sich auch für die U.S. Women’s Open 2021, jedoch nicht für die Finalrunden.
Métraux lebt in Florida. Im April 2018 schloss sie ihr Studium in Business Management an der Florida State University mit summa cum laude ab.